# Angela Bassettová
Angela Bassettová (celým jménem Angela Evelyn Bassett Vance, * 16. srpna 1958 New York) je  americká herečka, režisérka, producentka a aktivistka, známá především ztvárněním Tiny Turner ve stejnojmenném životopisném filmu (1993). Za herecký výkon získala nominaci na Oscara a obdržela Zlatý glóbus. Mimo to si také zahrála Betty Shabazz ve filmu Malcolm X (1992) a Panter (1995), Katherine Jackson ve filmu The Jacksons: An American Dream (1992), Volettu Wallace ve filmu The Notorious B.I.G. (2009) a Corettu Scott King ve filmu Betty and Coretta (2013). Za zmínku také stojí role ve filmech Chlapci ze sousedství (1991), Až si vydechnu (1995), Kontakt (1997), Pád Bílého domu (2013), Pád Londýna (2016), Black Panther (2018) a Avengers: Endgame (2019).
Bassettová se také věnuje televizní tvorbě. V roce 2002 získala první nominaci za zobrazení Rosy Parks v televizním filmu The Rosa Parks Story. V roce 2013 získala vedlejší roli v seriálu American Horror Story. Za svůj výkon získala druhou nominaci na Cenu Emmy. Od roku 2018 hraje hlavní roli v seriálu stanice Fox Záchranáři L. A.

## Filmografie

### Jako herečka

#### Filmy
| Rok  | Název                              | Role                         | Poznámky |
| ---- | ---------------------------------- | ---------------------------- | -------- |
| 1986 | Smrtící triky                      | TV reportérka                |          |
| 1990 | Policajt ze školky                 | letuška                      |          |
| 1991 | Critters 4                         | Fran                         |          |
| 1991 | Chlapci ze sousedství              | Reva Devereaux               |          |
| 1991 | Město naděje                       | Reesha                       |          |
| 1992 | Skutečný život v Belle Reve        | Dawn/Rhonda                  |          |
| 1992 | Nevinná krev                       | právnička Sinclair           |          |
| 1992 | Malcolm X                          | Betty Shabazz                |          |
| 1993 | Tina Turner                        | Anna Mae Bullock/Tina Turner |          |
| 1995 | Panter                             | Betty Shabazz                |          |
| 1995 | Zvláštní dny                       | Lornette 'Mace' Mason        |          |
| 1995 | Upír v Brooklynu                   | detektiv Rita Veder          |          |
| 1995 | Až si vydechnu                     | Bernadine "Bernie" Harris    |          |
| 1997 | Kontakt                            | Rachel Constantine           |          |
| 1998 | Nevinný výlet                      | Stella Payne                 |          |
| 1999 | Our Friend, Martin                 | Milesova matka (hlas)        |          |
| 1999 | Hudba mého srdce                   | ředitelka Janet Williams     |          |
| 2000 | Supernova                          | Dr. Kaela Evers              |          |
| 2000 | Příběh malého slona                | Groove (hlas)                |          |
| 2000 | Boesman and Lena                   | Lena                         |          |
| 2001 | Kdo s koho                         | Diane                        |          |
| 2002 | Sluneční země                      | Desiree Stokes Perry         |          |
| 2003 | Unchained Memories                 | čtenář                       |          |
| 2003 | Inkognito                          | Mistress                     |          |
| 2004 | Koma                               | Dr. Elizabeth Chase          |          |
| 2004 | Mr. 3000                           | Maureen 'Mo' Simmons         |          |
| 2005 | Mr. & Mrs. Smith                   | Vedoucí pana Smitha (hlas)   |          |
| 2006 | Akeelah                            | Tanya Anderson               |          |
| 2007 | Robinsonovi                        | Mildred (hlas)               |          |
| 2008 | Gospel Hill                        | Sarah Malcolm                |          |
| 2008 | Of Boys and Men                    | Rieta Cole                   |          |
| 2008 | Meet the Browns                    | Brenda Brown                 |          |
| 2008 | Nic než pravda                     | Bonnie Benjamin              |          |
| 2009 | The Notorious B.I.G.               | Voletta Wallace              |          |
| 2011 | Velký skok                         | Claudine Watson              |          |
| 2011 | Green Lantern                      | Amanda Waller                |          |
| 2012 | Tohle je válka!                    | Collins                      |          |
| 2012 | I Ain't Scared of You              | Samu sebe                    |          |
| 2013 | Pád Bílého domu                    | vedoucí Lynne Jacobs         |          |
| 2013 | Vánoce v Harlemu                   | Aretha Cobbs                 |          |
| 2014 | White Bird in a Blizzard           | Dr. Thaler                   |          |
| 2015 | Zvědavý George – Zpátky do džungle | Dr. Kulinda (hlas)           |          |
| 2015 | Poslední přežije                   | ambasadorka Maureen Crane    |          |
| 2015 | Chi-Raq                            | Miss Helen                   |          |
| 2016 | Pád Londýna                        | vedoucí Lynne Jacobs         |          |
| 2018 | Black Panther                      | Ramonda                      |          |
| 2018 | Mission: Impossible – Fallout      | vedoucí CIA Erika Sloane     |          |
| 2018 | Bumblebee                          | Shatter (hlas)               |          |
| 2019 | Avengers: Endgame                  | Ramonda                      | Cameo    |
| 2019 | (Ne)matky                          | Carol Walker                 |          |
| 2020 | Duše                               | Dorthea Williams (hlas)      |          |
| 2021 | Výbušnej koktejl                   | Anna May                     |          |
| 2022 | Black Panther: Wakanda nechť žije  | Ramonda                      |          |
| 2024 | Orion a tma                        | Sladké snění (hlas)          |          |
| 2024 | Mladá dáma                         | Lady Bayford                 |          |

#### Televizní filmy
| Rok  | Název                                | Role               | Poznámky |
| ---- | ------------------------------------ | ------------------ | -------- |
| 1985 | Detektiv Janek: Dvojí odhalení       | prostitutka        |          |
| 1986 | Liberty                              | Linda Thornton     |          |
| 1990 | Challenger                           | Cheryl McNair      |          |
| 1990 | V zájmu dítěte                       | Lori               |          |
| 1990 | Perry Mason: Případ umlčené zpěvačky | Carla Peters       |          |
| 1991 | Line of Fire: The Morris Dees Story  | Pat                |          |
| 1991 | The Heroes of Desert Storm           | Phoebe Jeter       |          |
| 1991 | Druhá strana lásky                   | Willie             |          |
| 1991 | One Special Victory                  | Lois               |          |
| 1991 | 37. patro v plamenech                | Allison            |          |
| 2001 | Rubyina hospoda                      | Ruby Delacroix     |          |
| 2002 | The Rosa Parks Story                 | Rosa Parks         |          |
| 2006 | Časovaná bomba                       | Jill Greco         |          |
| 2011 | Identity                             | Martha Adams       |          |
| 2012 | Rogue                                | Alice Vargas       |          |
| 2013 | Betty and Coretta                    | Coretta Scott King |          |

#### Televizní seriály
| Rok        | Název                             | Role                                 | Poznámky                                 |
| ---------- | --------------------------------- | ------------------------------------ | ---------------------------------------- |
| 1985       | Search for Tomorrow               | Salina McCulla                       | 5 dílů                                   |
| 1985       | Spenser: For Hire                 | Joeho dcera                          | díl: The Choice                          |
| 1985– 1988 | Cosby Show                        | slečna Mitchell/Sari                 | 2 díly                                   |
| 1989       | HeartBeat                         | Jeanette Calder R.N.                 | díl: Gestalt and Battery                 |
| 1989       | A Man Called Hawk                 | Bailey Webster                       | 3 díly                                   |
| 1989       | Četa v akci                       | poručík Camilla Patterson            | 2 díly                                   |
| 1989       | 227                               | Amy Burnett                          | díl: A Pampered Tale                     |
| 1989       | thirtysomething                   | Kate Harriton                        | díl: Legacy"                             |
| 1990       | Lebkouni                          | Renee Longstreet                     | díl: Eyewitness News                     |
| 1990       | Equal Justice                     | Janet Fields                         | díl: Goodbye, Judge Green                |
| 1990       | Rodina špionů                     | Bev Andress                          | 2 díly                                   |
| 1991       | Blesk                             | Linda Lake                           | díl: Beat the Clock                      |
| 1991       | Stat                              | Dr. Willie Burns                     | díl: Ladyfinger                          |
| 1992       | Kavárna u Noční můry              | Evelyn                               | díl: Sanctuary for a Child               |
| 1992       | The Jacksons: An American Dream   | Katherine Jackson                    | 2 díly                                   |
| 1995       | Agent Smart                       | modelka                              | díl: Pilot                               |
| 2003       | Freedom: A History of Us          | Sheyann Webb / Melba Pattillo (hlas) | 2 díly                                   |
| 2003       | The Bernie Mac Show               | Samu sebe                            | díl: Laughing Matters                    |
| 2005       | Alias                             | vedoucí CIA Hayden Chase             | 4 díly                                   |
| 2008–09    | Pohotovost                        | Dr. Cate Banfield                    | 16 dílů                                  |
| 2010       | Simpsonovi                        | Michelle Obama (hlas)                | díl: První meta dobyta                   |
| 2013–14    | American Horror Story: Coven      | Marie Laveau                         | 12 dílů                                  |
| 2014–15    | American Horror Story: Freak Show | Desiree Dupree                       | 11 dílů                                  |
| 2015–18    | BoJack Horseman                   | Ana Spanakopita (hlas)               | 10 dílů                                  |
| 2015–16    | American Horror Story: Hotel      | Ramona Royale                        | 7 dílů                                   |
| 2016       | American Horror Story: Roanoke    | Lee Harris                           | 4 díly                                   |
| 2016       | American Horror Story: Roanoke    | Monet Tumusiime                      | 5 dílů                                   |
| 2016       | Nepříteli nablízku                | Eva                                  | 7 dílů                                   |
| 2017       | 6 underground: Tajné operace      | Porodní sestra                       | díl: Ache                                |
| 2017       | Mistr amatér                      | Catherine                            | díl: Thanksgiving                        |
| 2018–dosud | Záchranáři L. A.                  | seržant Athena Grant-Nash            | hlavní role, také výkonná producentka    |
| 2018       | American Horror Story: Apocalypse | Marie Laveau                         | díl: Apocalypse Then                     |
| 2019       | A Black Lady Sketch Show          | Mo                                   | díl: Angela Bassett Is the Baddest Bitch |
| 2019–dosud | The Imagineering Story            | Vypravěč                             | dokumentární seriál                      |
| 2022       | V plamenech                       | seržant Athena Grant-Nash            | díl: Princ Albert v plechovce            |

#### Divadlo
| Rok     | Název                      | Role             | Poznámky |
| ------- | -------------------------- | ---------------- | -------- |
| 1987    | Jindřich IV. – 1. část     | Lady Percy       |          |
| 1988    | Joe Turner's Come and Gone | Martha Pentecost | Broadway |
| 1998    | Macbeth                    | Lady Macbeth     |          |
| 2011–12 | The Mountaintop            | Camae            | Broadway |

#### Videohry
| Rok  | Název                          | Role      | Poznámky |
| ---- | ------------------------------ | --------- | -------- |
| 2015 | Tom Clancy's Rainbow Six Siege | agent Six |          |

### Jako režisérka
| Rok  | Název                          | Poznámky                |
| ---- | ------------------------------ | ----------------------- |
| 2015 | Whitney                        | Television movie        |
| 2015 | Průlomové objevy               | díl: Water Apocalypse   |
| 2016 | American Horror Story: Roanoke | díl: Kapitola šestá     |
| 2017 | American Horror Story: Cult    | díl: Drink the Kool-Aid |

### Jako producentka
| Rok        | Název                | Poznámky  |
| ---------- | -------------------- | --------- |
| 2001       | Rubyina hospoda      | TV film   |
| 2002       | Naše Amerika         | TV film   |
| 2002       | The Rosa Parks Story | TV film   |
| 2017       | Remand               | Dokument  |
| 2018–dosud | Záchranáři L. A.     | TV seriál |
| 2019       | (Ne)matky            | Film      |
| 2020–dosud | V plamenech          | TV seriál |